# آتلانتیک‌گرایی

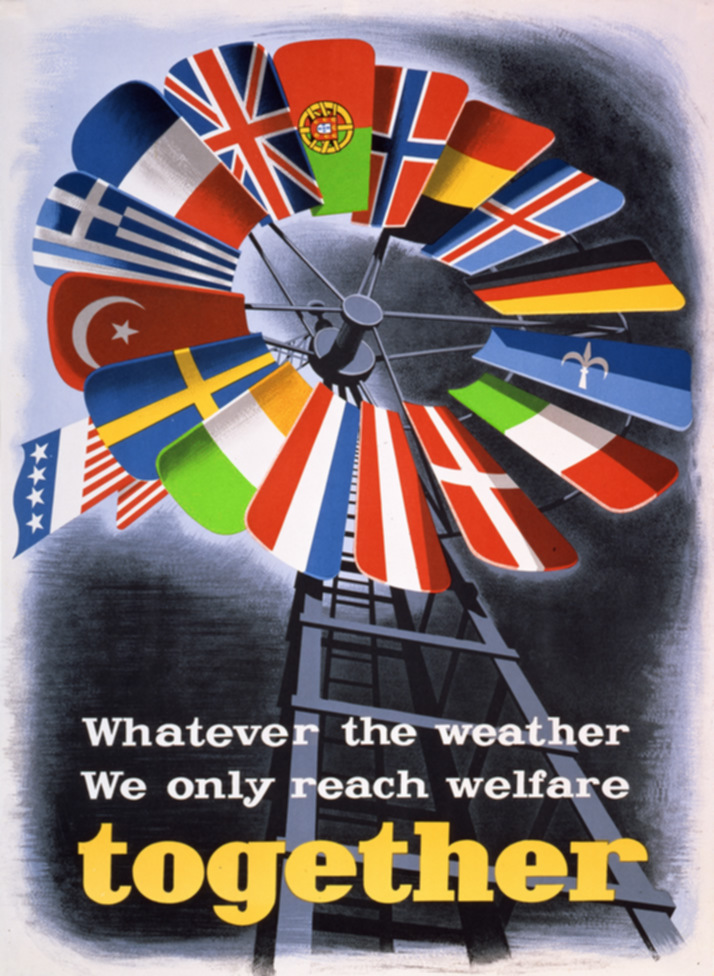
پوستر دولت آمریکا در ترویج طرح مارشال (۱۹۵۰)

آتلانتیک‌گرایی که به عنوان فرا آتلانتیک‌گرایی نیز شناخته می‌شود، یک ایدئولوژی است که از اتحاد نزدیک بین ملت‌ها در شمال قاره آمریکا (ایالات متحده آمریکا و کانادا) و قاره اروپا (به جز روسیه) در زمینه مسائل سیاسی، اقتصادی و دفاعی حمایت می‌کند. هدف اتحاد، حفظ و افزایش امنیت و رفاه کشورهای شرکت‌کننده و حفاظت از لیبرال دموکراسی و ارزش‌های مترقی جامعه باز است که آنها را تحت چندگانگی فرهنگی متحد می‌کند. این اصطلاح از اقیانوس آتلانتیک یا اطلس شمالی گرفته شده است که با آمریکای شمالی و اروپا همسایه است.
این اصطلاح را می‌توان به روشی خاص‌تر برای اشاره به حمایت از اتحادهای نظامی آتلانتیک شمالی علیه اتحاد جماهیر شوروی، یا به روشی گسترده‌تر برای دلالت بر همکاری گسترده‌تر، ارزش‌های عمیقاً مشترک درک شده، ادغام فرهنگ‌های دیپلماتیک و همچنین احساس اجتماع و درجاتی از یکپارچگی بین آمریکای شمالی و اروپا استفاده کرد. در عمل، فلسفه آتلانتیک‌گرایی، مشارکت فعال آمریکای شمالی، به ویژه ایالات متحده آمریکا، در اروپا و همکاری نزدیک بین دولت‌های دو سوی اقیانوس را تشویق می‌کند. آتلانتیک‌گرایی در طول جنگ جهانی دوم و پس از آن، جنگ سرد، از طریق تأسیس نهادهای مختلف یورو-آتلانتیک، از جمله ناتو و طرح مارشال، خود را به وضوح نشان داد.
قدرت آتلانتیک‌گرایی از منطقه‌ای به منطقه دیگر و از کشوری به کشور دیگر بر اساس عوامل مختلف تاریخی و فرهنگی متفاوت است. اغلب در اروپای شرقی، اروپای مرکزی، ایرلند و بریتانیا (رابطه ویژه) قوی است. از نظر سیاسی، این گرایش به شدت اما نه منحصراً، با لیبرال‌های کلاسیک یا راست‌های سیاسی در اروپا ارتباط دارد. آتلانتیک‌گرایی اغلب دلالت بر وابستگی به فرهنگ سیاسی یا اجتماعی آمریکا، یا وابستگی به اروپا در آمریکای شمالی و نیز پیوندهای تاریخی بین دو قاره دارد.
تنش‌هایی بین آتلانتیک‌گرایی و قاره‌گرایی در هر دو سوی اقیانوس آتلانتیک وجود دارد و برخی از مردم بر افزایش همکاری یا ادغام منطقه‌ای بر همکاری فرا آتلانتیک‌گرایی تأکید می‌کنند. رابطه بین آتلانتیک‌گرایی و ادغام آمریکای شمالی یا اروپایی پیچیده است و بسیاری از مفسران آنها را در تقابل مستقیم با یکدیگر نمی‌بینند. بین‌الملل‌گرایی، باور سیاست خارجی‌ای است که هر دوی آتلانتیک‌گرایی و قاره‌گرایی را ترکیب می‌کند.

## تاریخچه

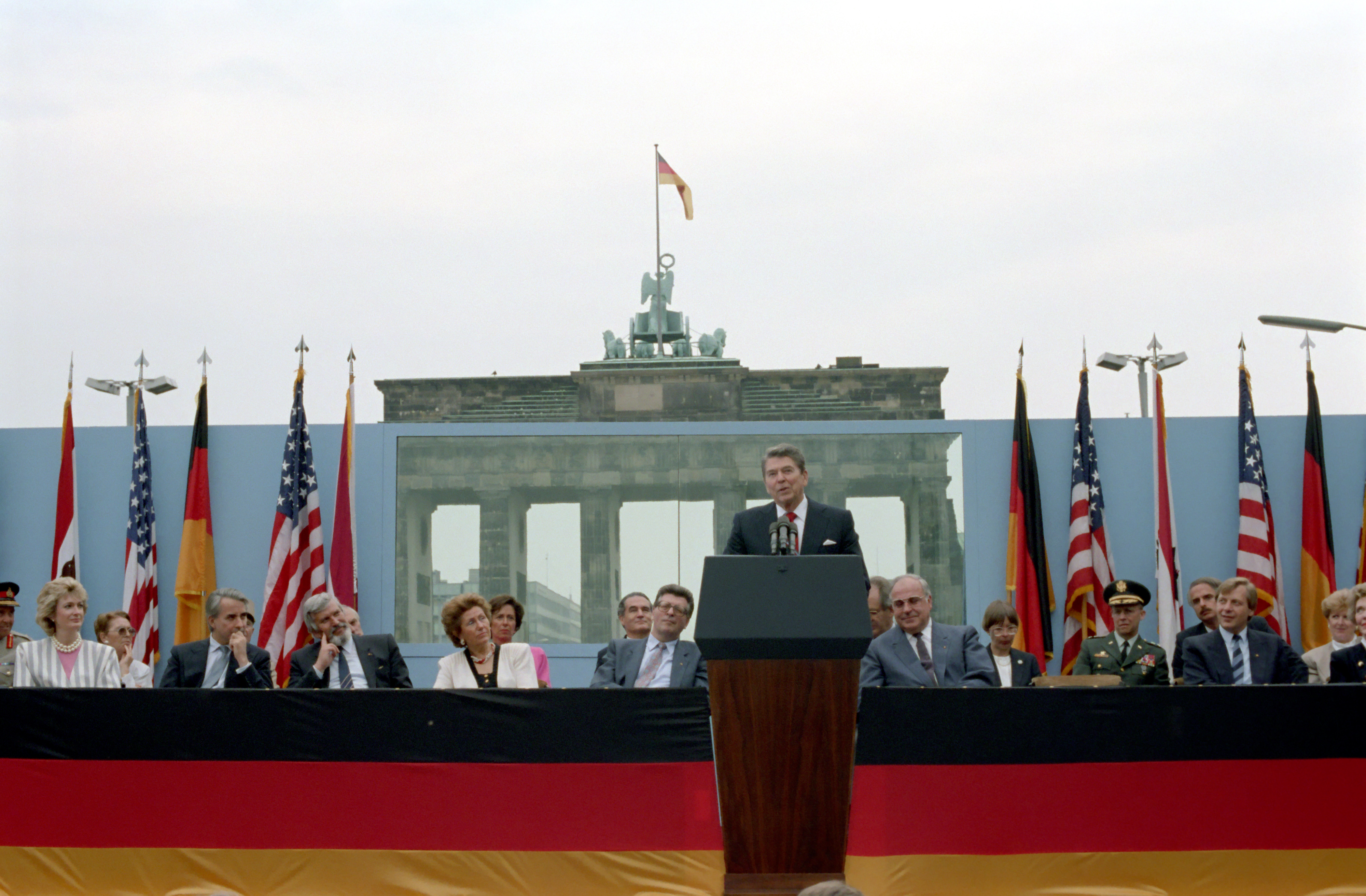
سخنرانی رونالد ریگان در برلین، ۱۹۸۷ (این دیوار را در هم بشکن!) خطاب به هلموت کوهل، صدراعظم آلمان. ریگان یک آتلانتیک‌گرای متعهد بود.

پیش از جنگ‌های جهانی، کشورهای اروپای غربی به‌طور کلی به جای روابط با آمریکای شمالی، دغدغه‌های قاره‌ای و ایجاد امپراتوری‌های استعماری در آفریقا و آسیا داشتند. به همین ترتیب نیز، آمریکا به مسائل داخلی و مداخلات در آمریکای لاتین مشغول بود، اما علاقه چندانی به امور اروپا نداشت و کانادا، علی‌رغم اینکه در سال ۱۸۶۷، از طریق کنفدراسیون، عنوان حاکمیت خودمختار را به دست آورد، هنوز استقلال کامل سیاست خارجی را به عنوان بخشی از امپراتوری بریتانیا اعمال نکرده بود.
پس از جنگ جهانی اول، یک وکیل نیویورکی، پل دی. کراوات، رهبر برجسته‌ای در ایجاد آتلانتیک‌گرایی در آمریکا بود. کراوات، در طول جنگ، به امور بین‌الملل مشغول بود و بعداً یکی از بنیانگذاران و مدیر شورای روابط خارجی شد. پس از جنگ جهانی اول، در حالی که مجلس سنای ایالات متحده آمریکا، در حال بحث در مورد تصویب یا عدم تصویب پیمان ورسای بود (در نهایت چنین نشد)، برخی از جمهوری‌خواهان کنگره، حمایت خود را از اتحاد الزام‌آور قانونی آمریکا با بریتانیا و فرانسه به عنوان جایگزینی برای تعهدات بی‌پایان جامعه ملل و به ویژه ماده ۱۰ اعلام کردند. با این حال، رئیس‌جمهور آمریکا، وودرو ویلسون، هرگز پیشنهاد آنها را به‌طور جدی بررسی نکرد، در عوض ترجیح داد بر مبارزه (در نهایت ناموفق) خود برای تضمین ورود آمریکا به جامعه ملل تمرکز کند.

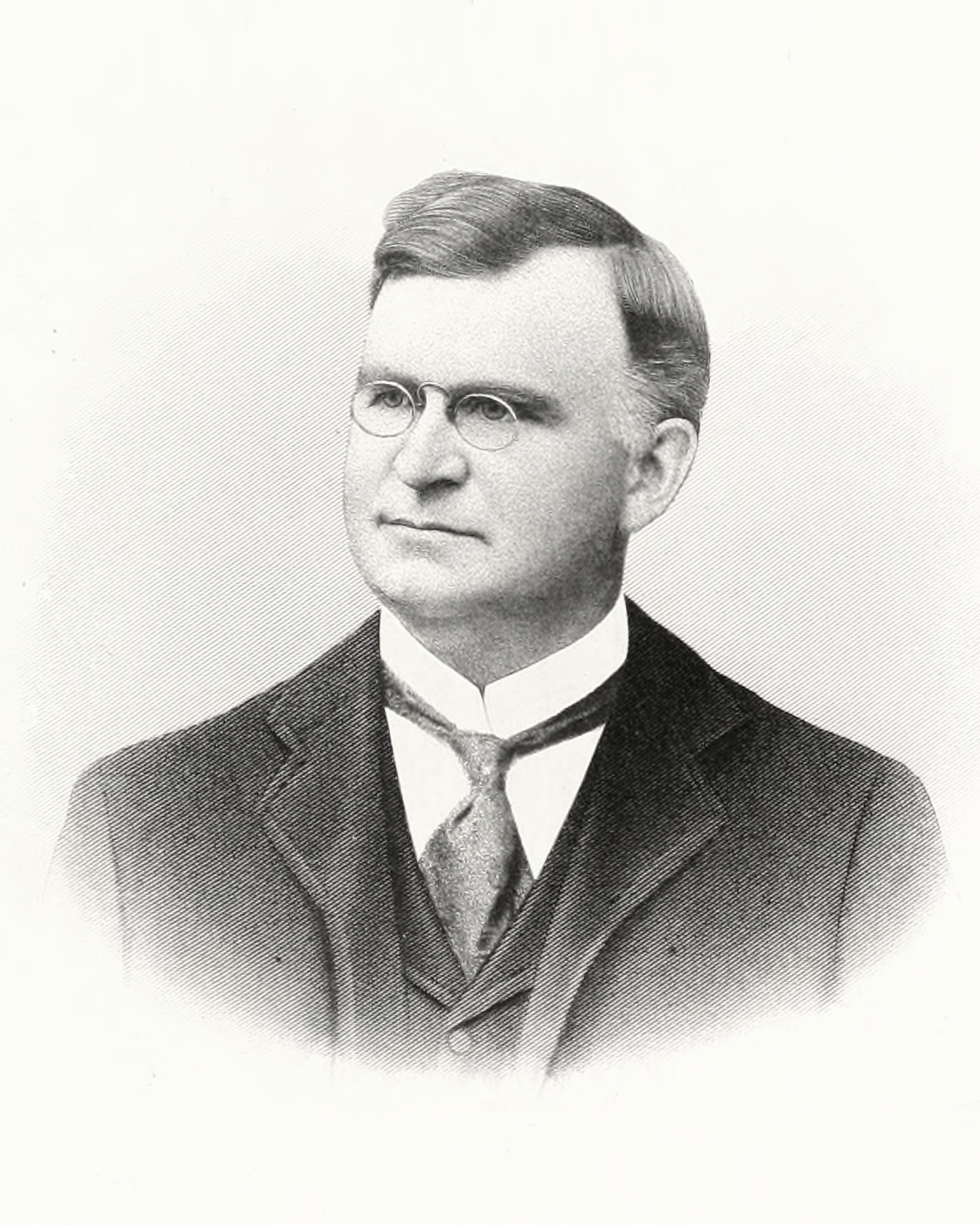
پل دی. کراوات، رهبر اولیه جنبش آتلانتیک‌گرایی.

تجربه جنگیدن نیروهای آمریکایی و کانادایی با بریتانیایی‌ها، فرانسوی‌ها و سایر اروپایی‌ها در اروپا در طول جنگ‌های جهانی، اساساً این وضعیت را تغییر داد. اگرچه آمریکا (و تا حدودی کانادا) در بین جنگ‌ها موضع انزواگرایانهتری اتخاذ کردند، در زمان پیاده‌سازی در نرماندی، متفقین، به خوبی در همه سیاست‌ها یکسان شده بودند. منشور آتلانتیک در سال ۱۹۴۱ که توسط رئیس‌جمهور آمریکا، فرانکلین دلانو روزولت و نخست‌وزیر بریتانیا، وینستون چرچیل اعلام شد، اهداف متفقین را برای جهان پس از جنگ تعیین کرد و بعداً توسط همه متحدان غربی به تصویب رسید. پس از جنگ جهانی دوم، کشورهای اروپای غربی مشتاق بودند که آمریکا را متقاعد کنند که درگیر امور اروپا بماند تا از هرگونه تجاوز احتمالی اتحاد جماهیر شوروی جلوگیری کند. این منجر به پیمان آتلانتیک شمالی در سال ۱۹۴۹ شد که سازمان پیمان آتلانتیک شمالی (ناتو) را تأسیس کرد؛ پیامد نهادی اصلی آتلانتیک‌گرایی که همه اعضا را ملزم به دفاع از دیگران می‌کند و منجر به وجود پادگان‌های نیروهای آمریکایی و کانادایی به مدت طولانی در اروپای غربی شد.
پس از پایان جنگ سرد، روابط بین آمریکا و اروپا به‌طور اساسی تغییر کرد و باعث شد طرفین کمتر به یکدیگر علاقه‌مند شوند. بدون خطر تسلط اتحاد جماهیر شوروی بر اروپا، این قاره به یک اولویت نظامی بسیار کمتر برای آمریکا تبدیل شد و به همین ترتیب، اروپا دیگر نیازی به حمایت نظامی از آمریکا احساس نمی‌کرد؛ در نتیجه، این رابطه بخش زیادی از اهمیت استراتژیک خود را از دست داد.
با این حال، دموکراسی‌های جدید پیمان ورشو سابق، و بخش‌هایی از یوگسلاوی تجزیه شده، دیدگاه متفاوتی داشتند و مشتاقانه آتلانتیک‌گرایی را به عنوان سنگری در برابر ترس مداوم خود از قدرت بزرگ کلیدی اتحاد جماهیر شوروی، یعنی روسیه پذیرفتند.
آتلانتیک‌گرایی در قرن بیست و یکم، با توجه به تروریسم و جنگ عراق، دستخوش تغییرات قابل‌توجهی شده است، که اثر خالص آن یک پرسش مجدد از خود این ایده و بینش جدیدی است که امنیت کشورهای مربوط ممکن است به اقدام متحد در خارج از قلمروی آتلانتیک شمالی نیاز داشته باشد. پس از حملات ۱۱ سپتامبر ۲۰۰۱، ناتو، برای اولین بار، ماده ۵ را مورد استناد قرار داد که می‌گوید هر گونه حمله به یک کشور عضو، حمله به همه اعضا تلقی می‌شود. از همین رو، هواپیماهای واحد آواکس چندملیتی ناتو در آسمان آمریکا گشت‌زنی کردند. و کشورهای اروپایی پرسنل و تجهیزات را مستقر کردند. با این حال، جنگ عراق، باعث ایجاد شکاف‌هایی در داخل ناتو شد و اختلاف نظر شدید بین حامیان حمله، به رهبری آمریکا و مخالفان، ائتلاف را تحت فشار قرار داد. برخی از مفسران مانند رابرت کاگان و ایوو دالدر این سؤال را مطرح کردند که آیا اروپا و آمریکا به حدی از هم جدا شده‌اند که اتحاد آنها دیگر مرتبط نباشد. بعدها، در سال ۲۰۱۸، کاگان گفت که «ما در واقع به ایالات متحده نیاز داریم که فعالانه برای حمایت و تقویت اروپا کار کند».
اهمیت ناتو در دوران ریاست‌جمهوری باراک اوباما مورد تأکید قرار گرفت، اگرچه برخی او را نسبت به پیشینیان نسبتاً غیر آتلانتیک‌گرا می‌نامیدند. به عنوان بخشی از دکترین اوباما، واشینگتن، از چندجانبه‌گرایی با متحدان خود در اروپا حمایت کرد. اوباما همچنین پس از نخستین حمله روسیه به اوکراین در کریمه، با متحدان اروپایی (و اقیانوس آرام) تحریم‌هایی را علیه روسیه اعمال کردند. پس از دوران ریاست‌جمهوری خود، اوباما نیز بر اهمیت اتحاد آتلانتیک در دوران ریاست‌جمهوری دونالد ترامپ تأکید کرد و به‌طور غیرمستقیم با ترامپ در این مورد، مخالفت کرد.
در طول دوران ترامپ، در نتیجه عقب‌نشینی دموکراتیک در مجارستان و ترکیه و اظهارات ترامپ علیه اعضای ناتو و ائتلاف، تنش‌ها در ناتو بالا گرفت. رابرت کاگان، انتقادهای رایج مبنی بر تضعیف ائتلاف توسط ترامپ را تکرار کرد. با وجود این، ناتو در آن زمان دو کشور عضو جدید (مونته‌نگرو و مقدونیه شمالی) را به دست آورد. اهمیت ناتو در اروپا به دلیل تداوم تهدید دستگاه‌های نظامی و اطلاعاتی روسیه و عدم قطعیت اقدامات روسیه در کشورهای اتحاد جماهیر شوروی سابق، و تهدیدهای مختلف در خاورمیانه، افزایش یافت. روابط اقتصادی آلمان و روسیه به دلیل نورد استریم ۲، در میان سایر اختلافات مانند اختلافات تجاری بین آمریکا و اتحادیه اروپا، به موضوعی در روابط کشورهای آتلانتیک تبدیل شد.
همزمان با آغاز ریاست‌جمهوری جو بایدن، مقامات ارشد اتحادیه اروپا، نسبت به روابط کشورهای آتلانتیک، ابراز خوش‌بینی کردند. پس از حمله روسیه به اوکراین در فوریه ۲۰۲۲، روزنامه‌نگاران خاطرنشان کردند که تجاوز روسیه منجر به یک واکنش سیاسی واحد از اتحادیه اروپا شد که الحاق کشورهایی مانند سوئد و فنلاند، ارتباط دفاعی اتحاد کشورهای آتلانتیک بیشتر شناخته شد و محبوبیت ناتو را افزایش داد. فنلاند، در ۴ آوریل ۲۰۲۳ و سوئد، در ۷ مارس ۲۰۲۴، به ناتو پیوستند.

## ایدئولوژی
آتلانتیک‌گرایی، اعتقاد به ضرورت همکاری بین آمریکای شمالی و اروپا است. این اصطلاح می‌تواند حاکی از این باور باشد که روابط دوجانبه بین اروپا و آمریکا بیش از همه مهم است، از جمله همکاری‌های درون اروپایی، به‌ویژه وقتی صحبت از مسائل امنیتی می‌شود. این اصطلاح همچنین می‌تواند به عنوان خلاصه‌ای برای معماری امنیتی کشورهای فراآتلانتیک استفاده شود.
ادغام فراملی منطقه آتلانتیک شمالی در اواخر قرن نوزدهم، به عنوان کانون تفکر در میان روشنفکران، در هر دو سوی اقیانوس اطلس ظاهر شده بود. اگرچه در آن زمان به عنوان آتلانتیک‌گرایی شناخته نمی‌شد (این اصطلاح در سال ۱۹۵۰ ابداع شد)، آنها رویکردی را توسعه دادند که قدرت نرم و سخت را به هم پیوند می‌داد که تا حدی دو طرف اقیانوس اطلس را یکپارچه می‌کرد. ایده جذاب اتحاد «هسته»، بزرگ‌ترین عنصر قدرت نرم بود. واقعیت تجربی قدرت جهانی مسلط که چنین اتحادیه‌ای حفظ می‌کند، عنصر قدرت سخت بود. این رویکرد در نهایت تا حدی در قالب ناتو، گروه هفت و سایر نهادهای کشورهای آتلانتیک به اجرا درآمد. در مناظره طولانی بین آتلانتیک‌گرایی و منتقدان آن در قرن بیستم، بحث اصلی این بود که آیا ادغام عمیق و رسمی آتلانتیک برای جذب کسانی که هنوز خارج از آن هستند، به پیوستن یا از خود بیگانه کردن به اتحادهای مخالف بقیه جهان و راندن آن‌ها کمک می‌کند. دیدگاه آتلانتیک‌گرایانه که طرح روابط بین آمریکا و کشورهای اروپای غربی را پس از پایان جنگ جهانی دوم مشخص کرد، بر اساس مصلحت سیاسی و پیوند تمدنی قوی شکل گرفت. واقع‌گرایان، بی‌طرف‌ها و صلح‌طلبان، ملی‌گرایان و بین‌الملل‌گرایان، بر این باور بودند که این اتحاد، کار دیگری را هم انجام می‌دهد و از پیمان ورشو به عنوان دلیلی بر نظرات خود یاد می‌کنند و آن را به عنوان همتای سیاسی واقعی ناتو می‌دانند.
به‌طور کلی، آتلانتیک‌گرایی، به ویژه در بریتانیا (مرتبط با رابطه ویژه) و اروپای شرقی و مرکزی (یعنی منطقه بین آلمان و روسیه) قوی است. دلایل متعددی برای قدرت آن در اروپای شرقی وجود دارد، در درجه اول نقش آمریکا درآوردن آزادی سیاسی به آنجا پس از جنگ جهانی اول، نقش اصلی آمریکا در شکست آلمان نازی (که منطقه را اشغال کرد) در طول جنگ جهانی دوم، نقش رهبری آمریکا در طول جنگ سرد، اشتیاق نسبی آن برای وارد کردن کشورهای منطقه به نهادهای آتلانتیک‌گرا مانند ناتو و سوءظن به نیت‌های قدرت‌های بزرگ اروپای غربی. برخی از مفسران، کشورهایی مانند لهستان و بریتانیا را جزء کشورهایی می‌دانند که عموماً دیدگاه‌های قوی آتلانتیک‌گرایانه دارند، در حالی که کشورهایی مانند آلمان و فرانسه، تمایل به ترویج دیدگاه‌های قاره‌ای و اتحادیه اروپا قوی دارند.
در اوایل قرن بیست و یکم، آتلانتیک‌گرایی در سمت راست سیاسی اروپا و سمت چپ میانه سیاسی در آمریکا، کمی قوی‌تر بود (اگرچه تغییرات زیادی از کشوری به کشور دیگر وجود دارد). تقسیم پارتیزانی را نباید بزرگ کرد، اما وجود دارد و از پایان جنگ سرد رشد کرده است.
در حالی که روابط تجاری و سیاسی کشورهای فرا آتلانتیک عمدتاً در طول جنگ سرد و پس از آن قوی باقی مانده است، روند بزرگتر یکپارچه‌سازی اقتصادی قاره‌ای با منطقه اقتصادی اروپا و قرارداد تجارت آزاد آمریکای شمالی بود که به ویژه منطقه آتلانتیک را به دو بلوک تجاری رقیب تقسیم کرد. با این حال، بسیاری از بازیگران و مفسران سیاسی این دو فرایند را لزوماً در تضاد با یکدیگر نمی‌دانند، در واقع برخی از مفسران معتقدند که ادغام منطقه‌ای می‌تواند آتلانتیک‌گرایی را تقویت کند. ماده ۲ پیمان آتلانتیک شمالی که توسط کانادا اضافه شد، همچنین تلاش کرد کشورها را در جبهه‌های اقتصادی و سیاسی به هم پیوند دهد.

## نهادها
شورای آتلانتیک شمالی، نخستین انجمن دولتی برای بحث و تصمیم‌گیری در زمینه کشورهای آتلانتیک است. سازمان‌های دیگری که می‌توان آنها را در اصل آتلانتیک‌گرا تلقی کرد:
- ناتو
- سازمان توسعه و همکاری اقتصادی (OECD)
- گروه شش (G6)، گروه هفت (G7) و گروه هشت (G8)
- شورای همکاری آتلانتیک شمالی (NACC)
- شورای مشارکت یورو-آتلانتیک (EAPC)
- صندوق مارشال آلمان (GMF)
- افق‌های اروپایی
- شورای آتلانتیک

بانک جهانی و صندوق بین‌المللی پول نیز آتلانتیک‌گرا شمرده می‌شوند. بر اساس یک توافق ضمنی، اولی، توسط یک آمریکایی اداره می‌شود و دومی، رهبری اروپایی دارد.

## آتلانتیک‌گرایان برجسته
از آتلانتیک‌گرایان معروف می‌توان به برخی از رئیس‌جمهورهای آمریکا، فرانکلین دلانو روزولت، هری ترومن و رونالد ریگان؛ نخست‌وزیران بریتانیا، وینستون چرچیل، مارگارت تاچر، تونی بلر و گوردون براون؛ وزیر امور خارجه سابق آمریکا، دین اچسون؛ دستیار سابق وزیر جنگ و مشاور دائم ریاست‌جمهوری، جان جی مک‌کلوی؛ مشاور سابق امنیت ملی آمریکا، زبیگنیف برژینسکی؛ دبیرکل سابق ناتو، خاویر سولانا؛ و یکی از بنیانگذاران شورای روابط خارجی، پل دی. کراوات را نام برد.